# POOL PLAYER ISABU
『POOL PLAYER ISABU』（プール プレーヤー イサブ）は、山下東七郎による日本の漫画。ビリヤードを題材にした作品で、『コミックGOTTA』（小学館）にて、2000年8月号から2001年7月号まで連載。単行本は全2巻。
下町の食堂「キヨ」にやってきた青年、ISABU（鶲 伊三郎）が賭けビリヤードがまかり通る闇ビリヤード場「ペンデュラム」の強敵と戦っていく物語であったが、掲載誌の休刊により連載終了となった。

## 登場人物
ISABU（イサブ）
本名は鶲 伊三郎（ひたき いさぶろう）。19歳。名高い書生を母に持つ青年で、自らも書を極めるため明鏡止水の境地に辿り着こうとしている。しかし、ビリヤードへの思いも強く、それを振り払うため1年間の期限で旅に出た。下町の食堂「キヨ」にビリヤード場を見つけ、住み込みで働くことを希望する。普段は寡黙だが、優れた技術、集中力、精神力を併せ持つ。
MIKOTO（ミコト）
本名は依代（よりしろ）ミコト。下町のビリヤード場の従業員。アマチュア大会優勝経験を持ち、現在はプロを目指している。客を違法に奪った「ペンデュラム」に乗り込む。
おキヨ
食堂「キヨ」の経営者。ISABUを住み込みで採用する。
ノブ
MIKOTOの祖父。「キヨ」の2階でビリヤード場を経営する。
J・P（ジェームズ・プラント）
闇ビリヤード界No.1の男。幼き日のISABUの師匠でもある。
B・G（ビート・グラント）
J・Pのパートナー。元プロだが、金目当てで闇ビリヤード界に乗り込む。
JIGGY（ジギー）
「ペンデュラム」のプレーヤー。イカサマを得意とする。
御堂ENERGY（みどうエナジー）
「ペンデュラム」からISABUに送り込まれた刺客。闇トーナメント「満月の宴」出場を狙う。